# Селюнін Сергій Едуардович
Сергі́й Едуа́рдович Селюнін — сержант Збройних сил України.

## Нагороди
За особисту мужність і героїзм, виявлені у захисті державного суверенітету та територіальної цілісності України, вірність військовій присязі під час російсько-української війни нагороджений
- орденом «За мужність» III ступеня (23.4.2015).